# Gregorio (cardinal, 1200)
Pour les articles homonymes, voir Gregorio.
Gregorio (mort en 1216) est un cardinal de l'Église catholique du XIIIe siècle, nommé par le pape Innocent III.

## Biographie
Le pape Innocent III crée Gregorio cardinal lors du consistoire de décembre 1200 ou en 1204. Gregorio est chargé par le pape d'une mission pour rétablir la paix entre les guelfes et gibelins à Orvieto, mission accomplie par Gregoiro avec succès.